# یوهی اونیشی
یوهی اونیشی (ژاپنی: 大西 容平؛ زادهٔ ۳۰ اکتبر ۱۹۸۲) یک بازیکن فوتبال اهل ژاپن است.
از باشگاه‌هایی که در آن بازی کرده‌است می‌توان به باشگاه فوتبال ونتفورت کوفو و باشگاه فوتبال کاتالر تویاما اشاره کرد.